# Johann Krahuletz

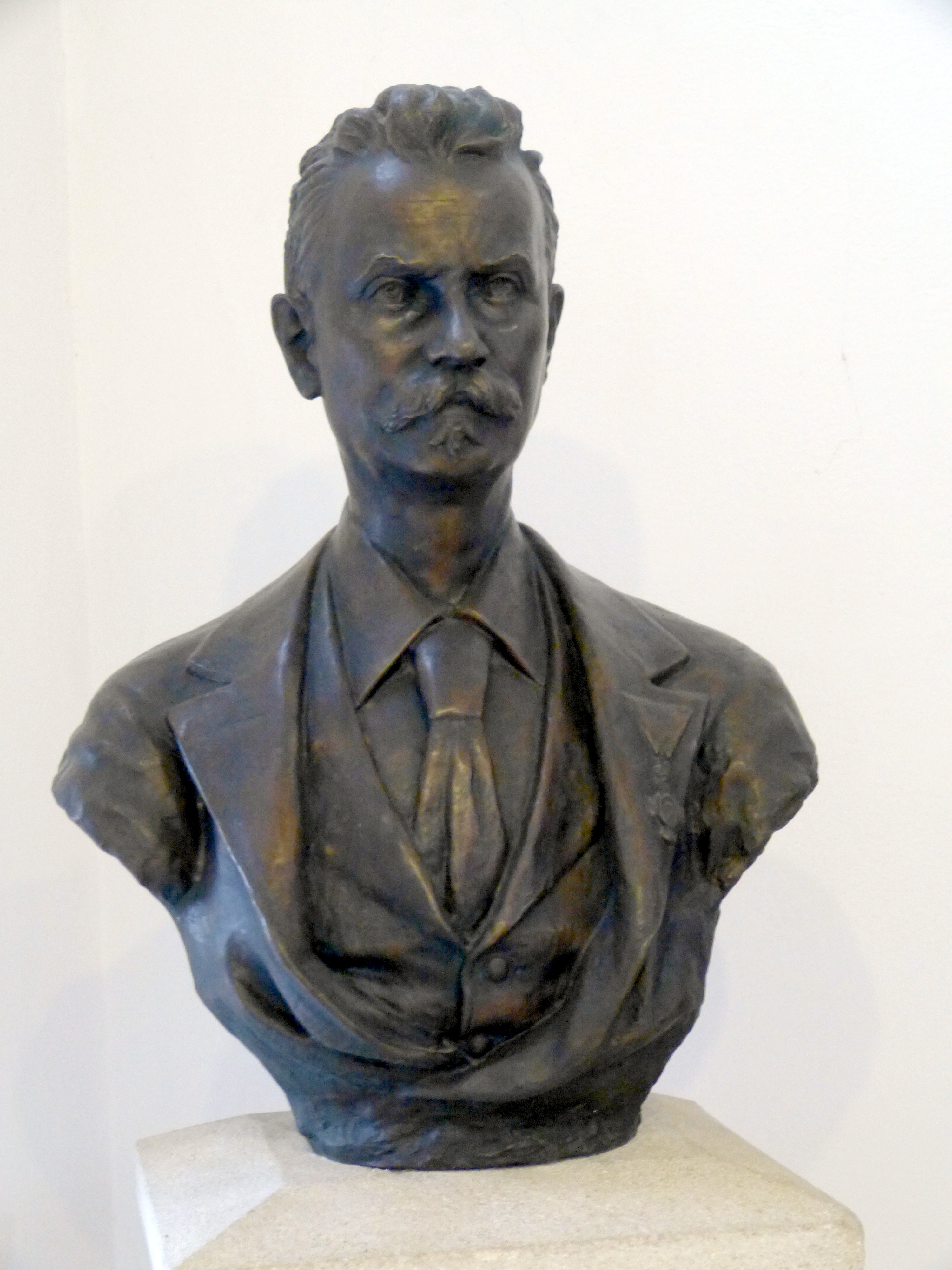
Büste von Johann Krahuletz, Krahuletz-Museum, Eggenburg

Johann Krahuletz (* 3. November 1848 in Eggenburg; † 11. Dezember 1928 ebenda) war ein österreichischer Geologe und Pionier auf dem Gebiet der Prähistorischen Archäologie.

## Leben
Geboren wurde er als siebentes von neun Kindern des aus Böhmen stammenden Eggenburger Büchsenmachers Georg Krahuletz und seiner Frau Anna. Bereits in jungen Jahren erhielt er durch Candidus Ponz, Reichsritter von Engelshofen eine eingehende Schulung in der Feldforschung, die später vor allem durch den Wiener Archäologen Matthäus Much vervollständigt wurde. Daneben betrieb er ein intensives Selbststudium, wie seine hinterlassene Bibliothek deutlich macht. Krahuletz sammelte ur- und frühgeschichtliche Bodenfunde und entdeckte bedeutende urzeitliche Siedlungsnachweise. Er war auch volkskundlich tätig, rettete alte bäuerliche Inventare und auch Sagen, über die er publizierte. Seine Hauptbedeutung liegt aber auf paläontologischem Gebiet. Zahlreiche Erstfunde bis dahin unbekannter Tierarten (die auch nach ihm benannt wurden) konnte er zustande bringen. Der Geologe Eduard Sueß war hier sein treuester Förderer. Krahuletz selbst war in seinen späten Jahren das Vorbild für den jungen Josef Höbarth. Krahuletz zu Ehren wurde eine ausgestorbene Art von Seekühen, von deren Vertretern seit 1852 Skelette in der Gemeindesandgrube bei Kühnring geborgen wurden, als Metaxytherium krahuletzi benannt.

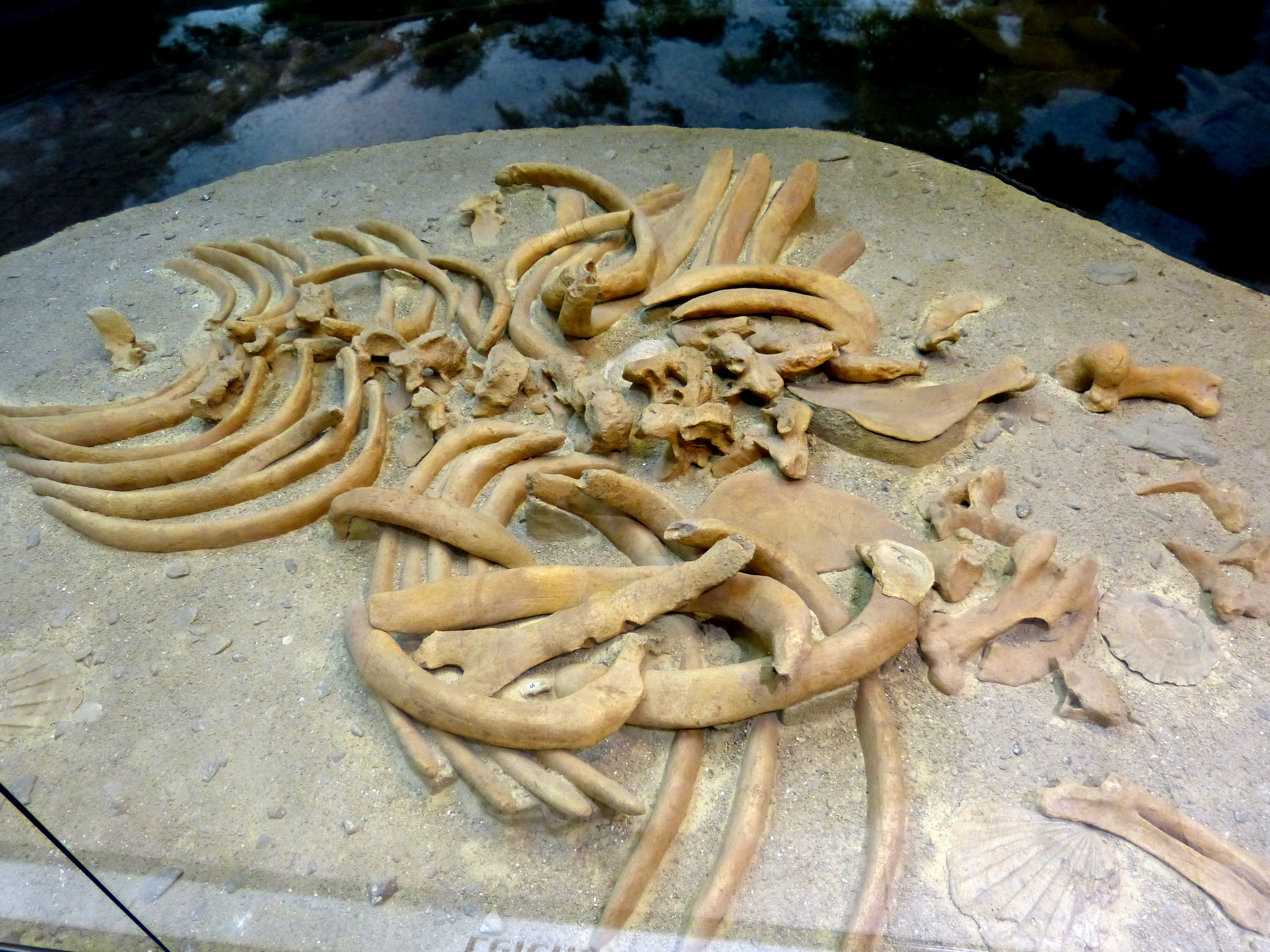
Friedhof fossiler Metaxytheria krahuletzi aus Kühnring, Krahuletz-Museum, Eggenburg

Eine Zusammenfassung seiner Sammlungen und fachlichen Ergebnisse enthält der noch zu seinen Lebzeiten in drei Auflagen erschienene Katalog des städtischen Krahuletz-Museums in Eggenburg. Als Herausgeber zeichnet die nach Krahuletz benannte Krahuletz-Gesellschaft (gegründet im Jahre 1900), deren Werk auch das Krahuletz-Museum ist. Dieses überregional bedeutende Museum bewahrt nicht nur die Sammlungen, sondern setzt auch die Forschungstätigkeit in Zusammenarbeit mit der Universität Wien fort. Die Aufarbeitung der Hinterlassenschaft des im Jahr 1925 zum Professor der Geologie ernannten Johann Krahuletz ist bei weitem nicht abgeschlossen. Neubearbeitungen seiner Funde aber auch die Auswertung umfangreicher schriftlicher Aufzeichnungen sind auf Veranlassung von Fritz F. Steininger, dem Obmann der Krahuletz-Gesellschaft in den Jahren von 1992 bis 2013, im Gange.
Privat war Krahuletz, der unverheiratet blieb, ein geselliger Mensch, der bei zahlreichen Vereinen Mitglied war. Auch bei der Freiwilligen Feuerwehr Eggenburg war er Mitglied, wo er auch Bezirksfeuerwehrkommandant im Bezirk Horn war.

## Schriften
- Prähistorische Gräber und Ansiedlungen bei Eggenburg in Niederösterreich. Mitteilungen der Anthropologischen Gesellschaft Wien VII, 1887, S. 65f.
- Bronzedepotfund in Neudorf bei Staatz (N.Ö.), Jahrbuch für Altertumskunde 2, 1908, S. 220ff.
- Candid Reichsritter von Engelshofen. o.O.u.J., 8 unpaginierte Seiten.

## Auszeichnungen
In Eggenburg wurde Krahuletz Ehrenbürger sowie Ehrenmitglied zahlreicher wissenschaftlicher Vereine. Im Jahr 1918 verlieh ihm Kaiser Karl den Titel des Kaiserlichen Rates.
Von Bundespräsident Hainisch wurde ihm 1927 der Titel Professor der Geologie verliehen.

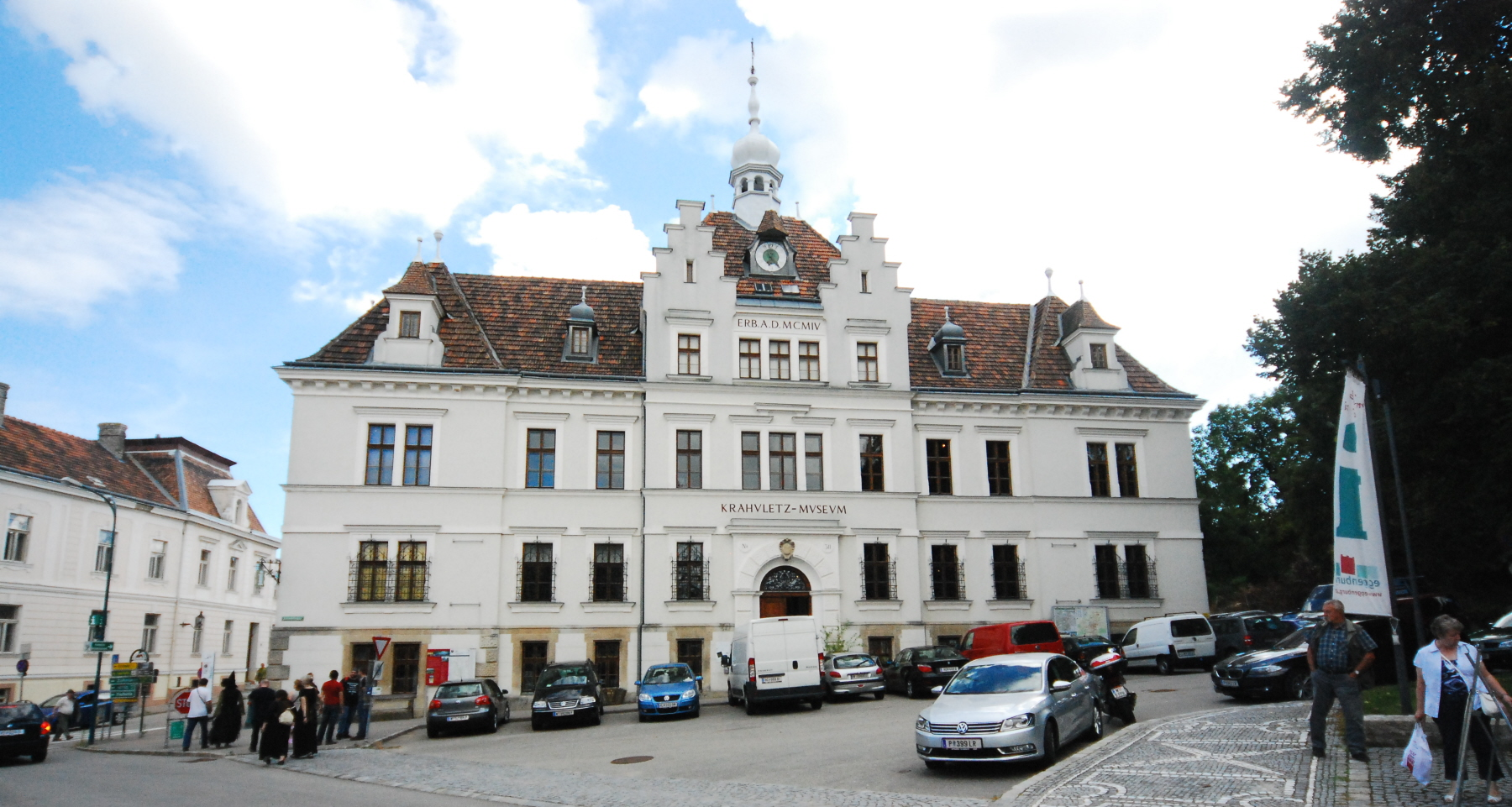
Krahuletz-Museum

## Würdigung
In Eggenburg wurde durch die Krahuletz-Gesellschaft das Krahuletz-Museum errichtet, zu der er mit seiner Sammlung den Grundstock legte.